# Конфедерат, Борис Васильевич
Борис Васильевич Конфедерат (4 июля 1943, Кировоград, Украинская ССР) — советский футболист, вратарь; судья.

## Биография
В начале карьеры играл за команды низших лиг и КФК «Звезда» Кировоград (1960), «Торпедо» Кременчуг (1961—1962), «Днепр» Кременчуг (1963), «Ангара» Иркутск (1964), «Армеец» / «Селенга» Улан-Удэ (1964—1966). 1967 год начал в составе ленинградского «Зенит», но за основную команду не играл. В 1967—1973 годах провёл 105 игр за «Спартак» Орджоникидзе, в 1970 году в высшей лиге в 10 матчах пропустил 19 голов.
С 1977 года работал судьёй. В 1982—1984 годах в качестве бокового арбитра провёл 14 матчей чемпионата.
Сын Андрей (род. 1967) в первенстве Украины выступал за «Вагоностроитель» Кременчуг также на позиции вратаря.